# Itatiaya apipema
Itatiaya apipema là một loài nhện trong họ Ctenidae.
Loài này thuộc chi Itatiaya. Itatiaya apipema được miêu tả năm 2006 bởi Polotow & Antonio D. Brescovit.